# Johann Ehrenfried Freund

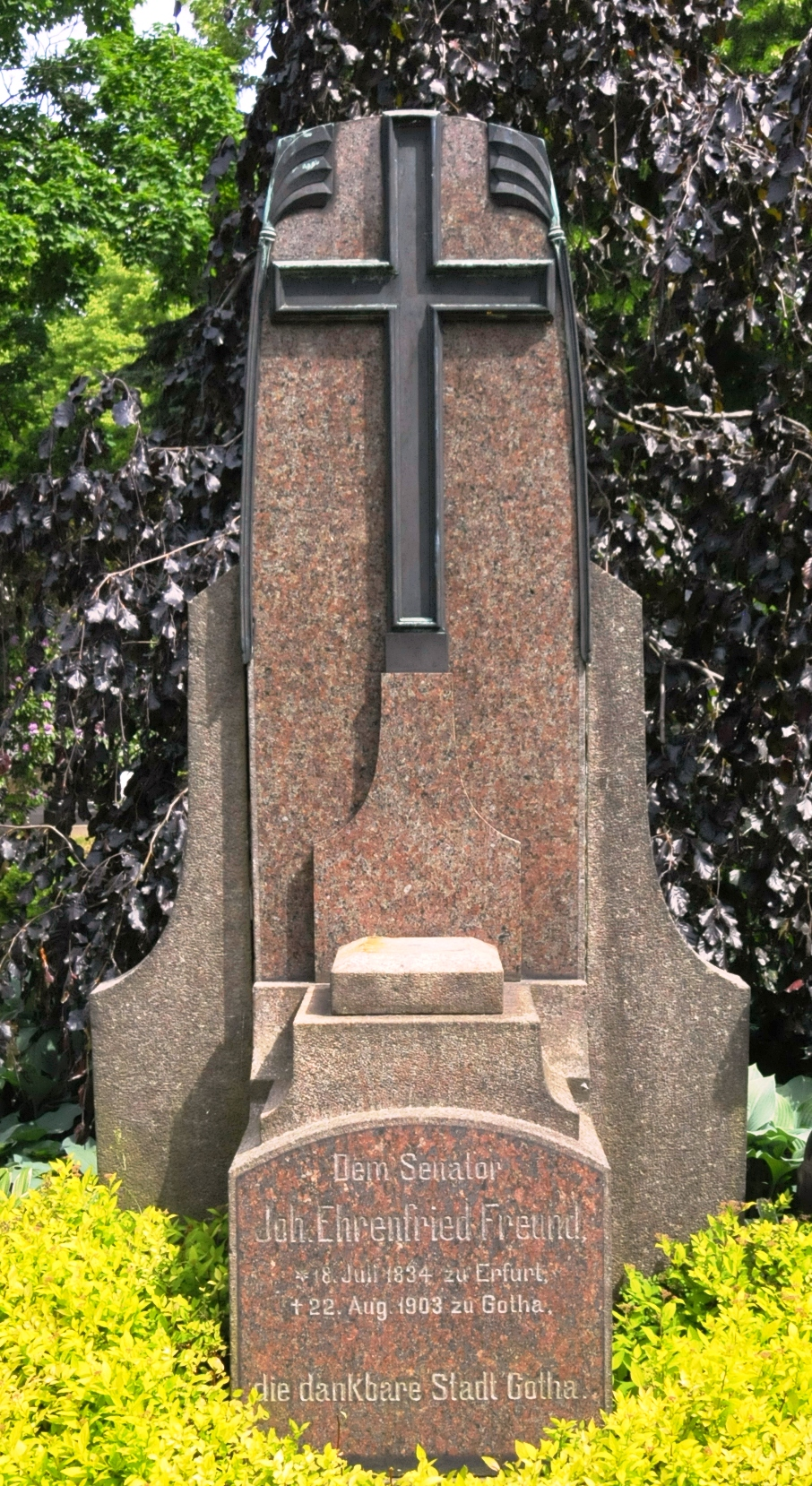
Grabdenkmal für Freund im Ehrenhain des Gothaer Hauptfriedhofes

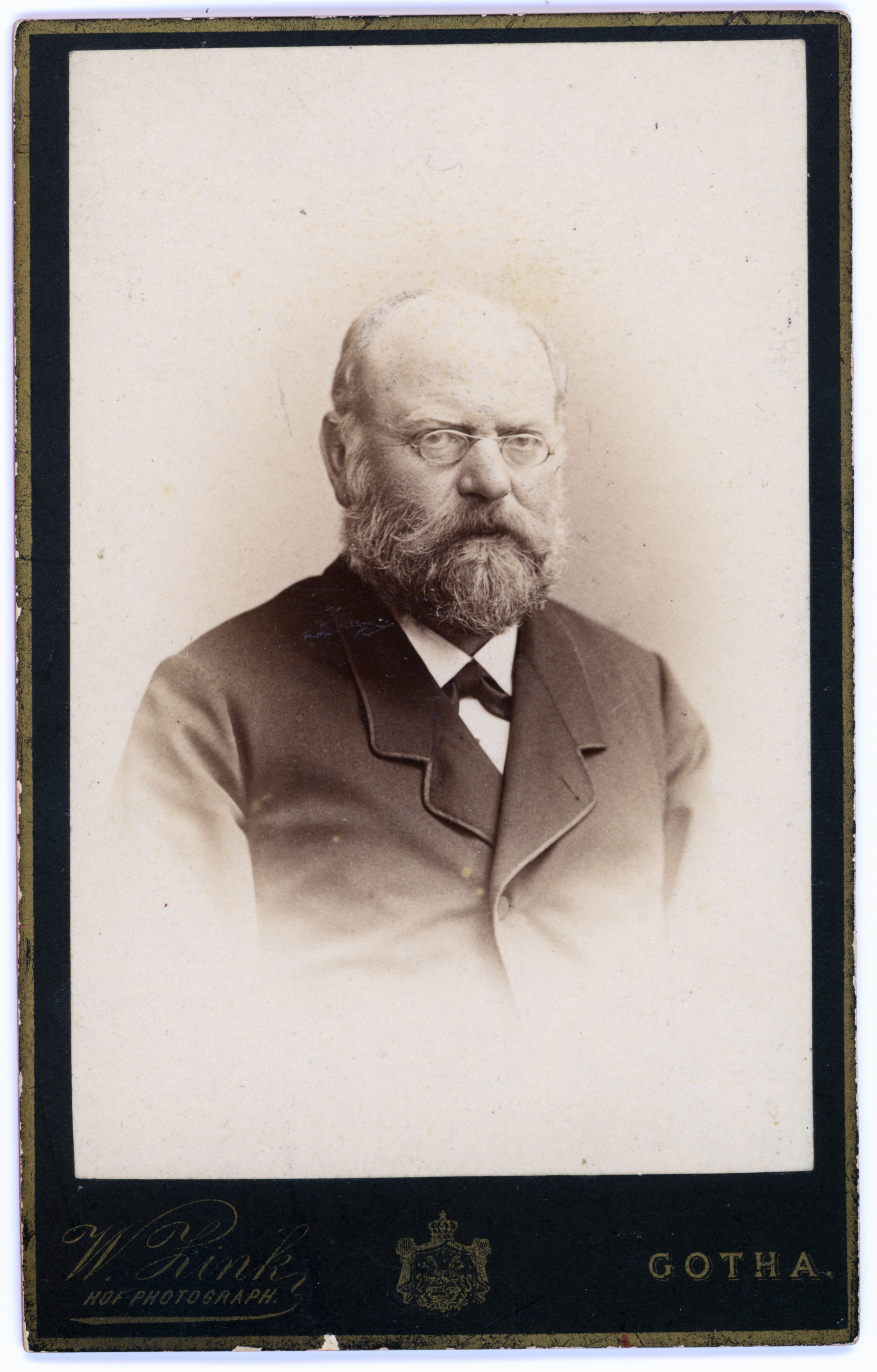
Senator Ehrenfried Freund, geb. 18. Juli 1834 Erfurt, gest. 22. August 1903 in Gotha

Johann Ehrenfried Freund (* 18. Juli 1834 in Erfurt; † 22. August 1903 in Gotha) war ein Senator und Gönner der Stadt Gotha.

## Leben
Freund kam im Jahre 1860 als Landwirt nach Gotha und ließ sich in der Breiten Gasse 13 als Gutsbesitzer nieder. Als Rentier und Junggeselle widmete er sich dem kommunalen Gemeinwohl. Als ehrenamtlich tätiger Senator setzte sich Freund vor allem für die Erschließung und Aufforstung des Galbergs („Hundsrücken“) und des Krahnbergs, des Hausbergs Gothas, als Erholungslandschaft ein und vermehrte somit den städtischen Waldbesitz um ein Vielfaches. Das Erholungsgebiet „Aquarium“ im Süden Gothas wurde wesentlich von ihm gefördert: An einem alten Röhrenteich, der einst zum Wässern von Baumstämmen für die Holzröhrenherstellung diente, entstand 1882 in der Mittelhäuser Flur, westlich des heutigen Gewerbegebietes Gotha-Süd, die erste Ferienfreilandanlage Deutschlands. Bevor man sein 25-jähriges Dienstjubiläum feiern konnte, gab der bescheidene Freund seinen Ehrendienst auf, da er nicht gefeiert werden wollte. Für den Neubau des Stadtbads in der Bohnstedtstraße, das von 1905 bis 1908 erbaut wurde, stiftete Freund aus seinem Vermögen 15.000 Mark.  Außerdem vermachte er der Stadt testamentarisch 52.000 Mark und weitere 6.000 Mark für den Bau eines massiven Aussichtsturms auf der Trügleber Höhe an der Eisenacher Straße beim Kilometerstein 3,3. Dessen Bau erlebte er jedoch nicht mehr.

## Ehrungen
- Noch zu Freunds Lebzeiten erhielt das von der Goldbacher Straße zum aufgeforsteten Galberg hinaufführende Teilstück der 1882 entstandenen Moltkestraße (1946 in Bachstraße umbenannt) seinen Namen.
- Der architektonisch an einen Wachturm des römischen Limes erinnernde Aussichtsturm auf der Trügleber Höhe wurde 1914 errichtet und „Freundwarte“ genannt.
- Im Ehrenhain des Hauptfriedhofes Gotha setzte man Freund ein Grabdenkmal mit der Inschrift „Dem Senator Joh. Ehrenfried Freund [...] die dankbare Stadt Gotha“.
- Der höchste Punkt des Hundsrückens auf dem Galberg wurde „Freunds Ruhe“ benannt. Eine Bank vor einer halbrunden Tuffsteinwand lädt dort bis heute zum Verweilen ein.